# Словенија на Светском првенству у атлетици у дворани 2016.
Словенија је учествовала на 16. Светском првенству у атлетици у дворани 2016. одржаном у Портланду (САД) од 17. до 20. марта. Репрезентацију Словеније на њеном тринаестом учествовању на светским првенствима у дворани представљало је троје атлетичара (1 мушкарац и 2 жене), који су се такмичили у три дисциплине.,
На овом првенству, представници Словеније, нису освојили ниједну медаљу, нити су оборили неки рекорд.

## Учесници
| Мушкарци: - Лука Јанежич — 400 м | Жене: - Маја Михалинец — 60 м - Марина Томић — 60 м препоне |  |

## Резултати

### Мушкарци
| Атлетичар    | Дисциплина | Лични рекорд | Квалификација | Квалификација | Полуфинале       | Полуфинале       | Финале           | Финале           | Детаљи |
| Атлетичар    | Дисциплина | Лични рекорд | Резултат      | Место         | Резултат         | Место            | Резултат         | Место            | Детаљи |
| ------------ | ---------- | ------------ | ------------- | ------------- | ---------------- | ---------------- | ---------------- | ---------------- | ------ |
| Лука Јанежич | 400 м      | 46,32 НР     | 46,79         | 2. у гр. 5 КВ | Диск. Чл. 163.3б | Диск. Чл. 163.3б | Диск. Чл. 163.3б | Диск. Чл. 163.3б |        |

### Жене
| Атлетичарка    | Дисциплина   | Лични рекорд | Квалификација | Квалификација | Полуфинале | Полуфинале | Финале                | Финале       | Детаљи |
| Атлетичарка    | Дисциплина   | Лични рекорд | Резултат      | Место         | Резултат   | Место      | Резултат              | Место        | Детаљи |
| -------------- | ------------ | ------------ | ------------- | ------------- | ---------- | ---------- | --------------------- | ------------ | ------ |
| Маја Михалинец | 60 м         | 7,24         | 7,28          | 3. у гр, 6 КВ | 7,34       | 7. у пф. 2 | Није се квалификовала | 20 / 42 (45) |        |
| Марина Томић   | 60 м препоне | 8,05         | 8,33          | 5. у гр. 3    |            |            | Није се квалификовала | 15 / 18 (19) |        |